# Белегишка култура
Белегишка култура (Белегишка група, Белегиш — Кручени група) је култура бронзаног доба која је захватала области Срема, Бачке, Баната и Шумадије, а у југоисточној Румунији је сродан локалитет Кручени. Ова култура, иако мало распрострањена, има велики значај, јер представља спој између култура Паноније, Карпата и централног Балкана. Сматра се да директно потиче од Ватинске културе, али постоји хијатус, тако да настанак Белегишке културе није најјаснији.

## Фазе
На основу керамичких налаза уочене су две фазе: 
- Белегиш
- Белегиш II (Кручени)

## Распростирање
Језгро Белегиш културе је подручје Срема, где се налази велики број налазишта, углавном некропола. На западу је граница Босут, а на истоку се простире до југозападних обронака Карпата. На северу је граница културе западна и северна Бачка (у близини Оџака и Турије (Србобран) откривени су појединачни налази ове културе), као и северни Банат (налази из Иђоша), али на овом подручју распростирање није јасно дефинисано. На југу Белегиш културу налазимо у уској зони уз Дунав, код Београда, на локалитетима на Карабурми (Роспи Ћуприја) и Ритопеку.

## Налазишта
Главна налазишта су насеља на Гомолави, у Јакову, некрополе у Белегишу — Стојића гумно, Сурчину, Војловици, Ковачици, Матејском броду и Карабурми.

## Сахрањивање
У овој култури присутна је кремација. Некрополе су са спаљеним покојницима, урнама и прилозима у керамици и металним предметима.
Најзначајније некрополе су Стојића гумно (поред Белегиша), на којој се могу пратити преко пронађеног материјала фазе развоја Белегиш културе и Војловица (у Банату). Највећа некропола је Карабурма (Београд).

## Насеља
Насеља су делимично истражена. У Јакову на локалитету Економија Сава отривене су земунице и јаме, али без надземне конструкције.

## Покретни материјал
Основни облици су велике биконичне урне са цилиндричним вратом и оштро профилисане посуде са једном или две дршке.
Украшавање у старијој фази представљају хоризонталне и вертикалне линије, као и лажни врпчасти орнаменти, на врату и трбуху посуде.
Млађа фаза обухвата црно глачану керамику са хоризонталним канелурама на врату и косим и вертикалним канелурама и рожастим украсима на трбуху посуде. Канелуре се виде на зделама чији су ободи фасетирани или тордирани.
Од металних налаза појављују се:
- луналасти привесци,
- издужена секира са дугметастом дршком